# LNER Class A4
LNER Class А4 — серия магистральных пассажирских паровозов типа 2-3-1, разработанная Найджелом Грезли для London and North Eastern Railway (LNER) в 1935 году. Отличались характерным обтекаемым дизайном и высокой скоростью. LNER Class А4 4468 Mallard удерживает мировой рекорд скорости для паровозов. 35 локомотивов серии были построены для использования на магистрали East Coast Main Line в качестве локомотивов пассажирских экспресс-поездов от лондонского вокзала Кингс-Кросс через Йорк до Ньюкасла, а затем от Ньюкасла до Эдинбурга. Эксплуатация паровозов на этом маршруте продолжалась до начала 1960-х годов, когда их заменили тепловозы Deltic. Несколько Class А4 продолжали работу в Шотландии до 1966 года, в частности, на скоростном маршруте Абердин — Глазго, где с их помощью время в пути было сокращено с 3,5 до 3 часов.

## История
Грезли представил Class А4 в 1935 году в качестве локомотива для экспресса «Серебряный юбилей», который связывал лондонский вокзал Кингс-Кросс и вокзал Ньюкасла. Поезд был назван в честь 25-летия правления короля Георга V.
Во время визита в Германию в 1933 году Грезли увидел высокоскоростные обтекаемые дизельные поезда DRG 877 Flying Hamburger. LNER рассматривала возможность приобретения аналогичных поездов для использования на маршруте Лондон — Ньюкасл. Однако дизельные агрегаты того времени не имели требуемой тяги, а капитальные вложения в новую технологию были непомерно высокими.
Грезли был уверен, что аналогичного результата можно достичь и с помощью паровоза, при этом соотношение цены и эффективности окажется выше. После испытаний в 1935 году Class A3 № 2750 Papyrus, установившего рекорд скорости 173,8 км/ч (108 миль в час), также разработанного Грезли, генеральный менеджер LNER Ральф Веджвуд лично поручил Грезли создать улучшенную версию Class A3. Первоначально было построено четыре локомотива, все со словом Silver («серебряный») в названии. Первым стал № 2509 Silver Link, за ним последовали № 2510 Quicksilver, № 2511 Silver King и № 2512 Silver Fox. Во время демонстрационной поездки с целью популяризации маршрута Silver Link дважды достиг скорости 181,1 км/ч (112,5 миль в час), побив британский рекорд скорости и развив среднюю скорость 160,9 км/ч (100 миль в час) на участке длиной 69,2 км (43 мили).
Экспрессу «Серебряный юбилей» сопутствовал коммерческий успех, по его образцу были запущены ещё два аналогичных поезда: Coronation (Лондон—Эдинбург, июль 1937 года) и West Riding Limited (Брэдфорд — Лидс —Лондон, ноябрь 1937 года), для эксплуатации которых было специально построено ещё несколько паровозов Class A4.

## Конструкция
Class A4 разработаны для скоростных пассажирских перевозок. Применение сглаженных каналов в паровом контуре, более высокое давление в котле и расширение топки — всё это способствовало созданию более эффективного локомотива, чем Class А3. Потребление как угля, так и воды сократилось. При дальнейшем усовершенствование конструкции была установлена двойная труба системы Kylchap, впервые заменившая исходную трубу на № 4468 Mallard, построенном в марте 1938 года. Это устройство повысило возможности локомотивов, и последние три локомотива серии (№ 4901 Capercaillie, № 4902 Seagull и № 4903 Peregrine) оснащались им изначально. В конце 1950-х годов эту трубу установили на всех паровозах Class A4.
Отличительной особенностью паровозов серии был обтекаемый корпус, который не только улучшил его аэродинамику, увеличивая скоростные характеристики, но также создал возможность отвода дыма с линии зрения машиниста. Проблема плохой видимости была присуща многим паровозам, особенно тем, которые работают с короткой отсечкой клапанов, и альтернативным решением были дефлекторы дыма. Уникальный вид сделал паровоз привлекательным для художников, фотографов и режиссёров.
Обтекаемые боковые юбки, разработанные Оливером Буллейдом для улучшения аэродинамики, были установлены на всех локомотивах Class А4. Их сняли во время Второй мировой войны, чтобы улучшить доступ к арматуре для технического обслуживания и впоследствии не возвратили.
За исключением этой детали, Class А4 был одним из немногих паровозов с обтекаемым корпусом, который сохранил его до конца эксплуатации. Многие паровозы с подобной конструкцией, включая Coronation class, лишились обтекаемого кожуха ради сокращения расходов, упрощения технического обслуживания и улучшения обзора для машиниста.

## Рекорд
LNER Class А4 4468 Mallard удерживает мировой рекорд скорости среди паровых локомотивов, составляющий 202,7 км/ч (126 миль в час). Рекордная скорость была достигнута 3 июля 1938 года на небольшом уклоне Сток-банк к югу от Грантама на East Coast Main Line. Наивысшая скорость была зафиксирована у поста 90¼, между Литтл-Байтэм и Эссендином. Паровоз перекрыл предыдущий рекорд скорости, поставленный немецким паровозом DRG Class 05 № 002 в 1936 году, составлявший 200,4 км/ч (124 мили в час).

## История эксплуатации
Ни одна другая серия британских паровозов не имеет столь длительной истории рекордов, как Class A4. Количество случаев достижения средней скорости в 100 миль в час для них превышает число подобных случаев для всех остальных паровозов вместе взятых. Одной из причин является то, что Class A4 работал на East Coast Main Line, где возможностей для движения на высокой скорости больше (особенно на Сток-банк) в сравнении с другими железнодорожными магистралями Великобритании.

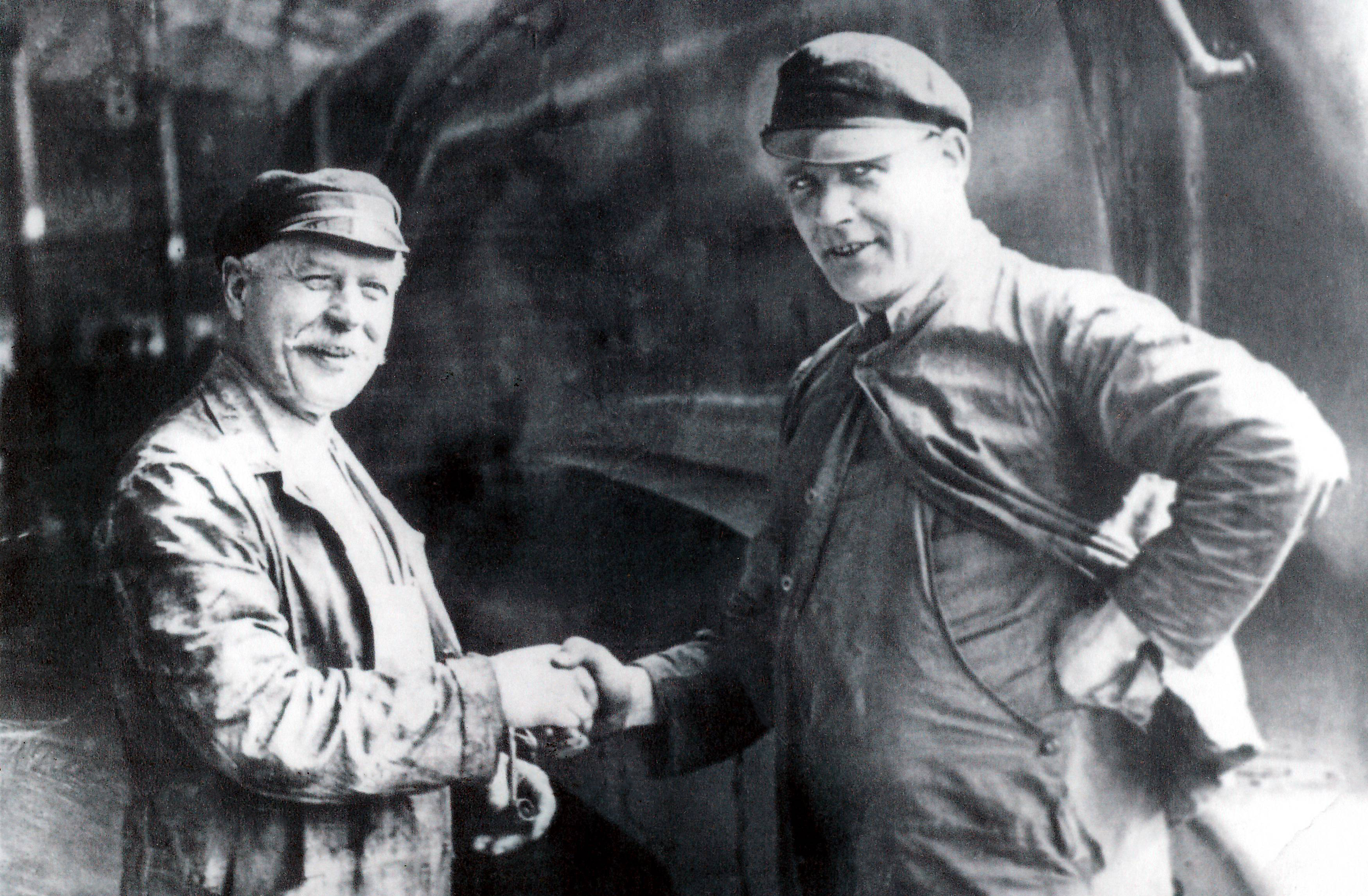
Машинист Джордж Генри Хейгрин (слева) в день выхода на пенсию вместе с кочегаром Чарли Фишером

В августе 1936 года поезд Silver Jubilee с локомотивом № 2512 Silver Fox под управлением машиниста Джорджа Генри Хеймана при спуске со Сток-банк достиг максимальной скорости в 181,9 км/ч (113 миль в час) — самой высокой скорости в Великобритании во время обычного пассажирского движения. Самая высокая зарегистрированная послевоенная скорость для британских паровозов была также достигнута Class A4. Это произошло 23 мая 1959 года в рамках празднования юбилея Общества локомотивов Стивенсона, когда № 60007 Sir Nigel Gresley достиг 180,2 км/ч (112 миль в час), двигаясь с составом массой 400 тонн вниз со Сток-банк. Машинист Билл Хул надеялся побить рекорд Mallard, но Алан Пеглер, находившийся вместе с ним в кабине и считавший риск слишком высоким, дал указание сбавить темп.
Хотя Class A4 был в первую очередь предназначены для высокоскоростных пассажирских экспресс-поездов, локомотивы были способны и к работе с высокой выходной мощностью. В 1940 году № 4901 Capercaillie достиг мощности в 2200 л. с. на прямой и ровной трассе к северу от Йорка при перевозке 21 вагона (730 тонн брутто) со средней скоростью 122,1 км/ч (75,9 миль в час) на участке длиной 40 км (25 миль). По классификации У. А. Тульпина для производительности паровых двигателей, основанной как на выходной мощности, так и на продолжительности действия, это самое высокое значение когда-либо достигнутое британским локомотивом.
Наибольшая зарегистрированная мощность Class А4 составила 2450 лошадиных сил при перевозке 11 автобусов (390 тонн тары, 415 тонн брутто). Рекорд установил в 1963 году Mallard при подъёме на Сток-банк с постоянной скоростью 128,7 км/ч (80 миль в час). По мнению О. С. Нока, достигнутая производительность превосходит мощность, развитую Mallard во время рекордной поездки в 1938 году. На длинной дистанции Class А4 с той же нагрузкой будет иметь скорость от 50 до 60 миль в час на вершине Сток-банк. Во время поездки 8 сентября 1961 года Mallard имел на вершине скорость 125,5 км/ч (78 миль в час). Для сравнения, максимально возможная мощность дизельного локомотива Class 40 (который предназначался для заменить Class А4) составляла 1450 л. с., хотя это значение обеспечивалось в течение длительного времени и без усилий со стороны бригады.

## Послевоенная история

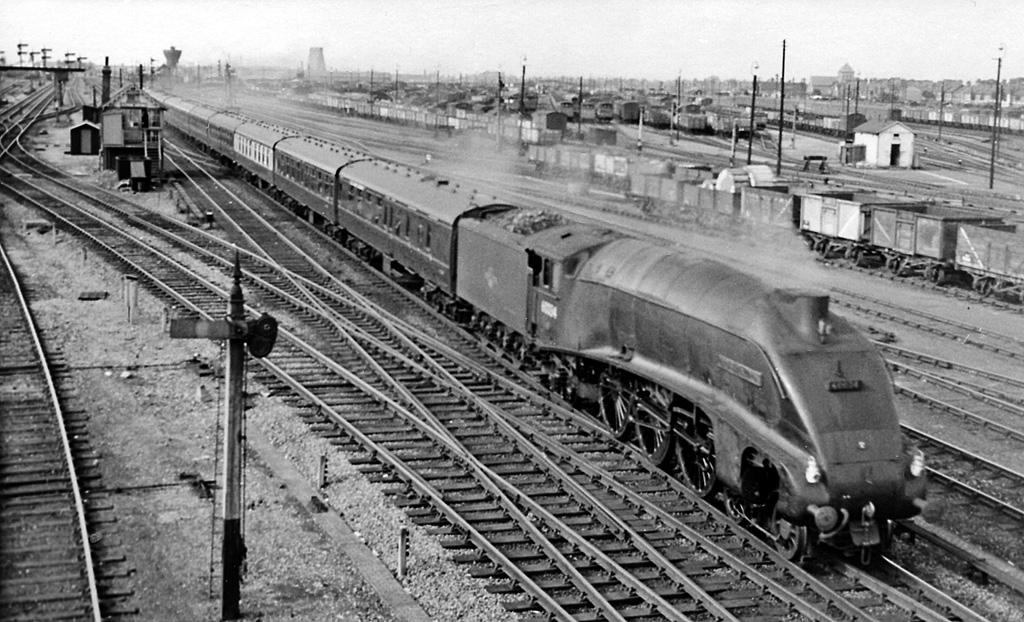
№ 60034 Lord Faringdon ведёт состав на железнодорожной станции Питерборо (1959).

Несмотря на то после войны появились новые паровозы типа 2-3-1, а курсирование пассажирских экспрессов, для которых предназначался Class A4, прекратилось, эти паровозы продолжали эксплуатироваться, в первую очередь, на маршруте из Лондона в Эдинбург.
Появившиеся в 1950-е годы усовершенствованные методы настройки парораспределительного механизма Грезли привели к ужесточению допусков подшипников, и, как следствие, к почти полному устранению перегрузки среднего цилиндра. То же произошло, когда длинный шток внутреннего цилиндра был заменен одним из типов, применявшихся на Great Western Railway, после чего, при условии надлежащего обслуживания, проблем с ним не возникало.
Замена всех труб на двойную систему Kylchap началось с 1956 года по настоянию П. Н. Тауненда, помощника локомотивного суперинтенданта Кингс-Кросс. Сначала предложение встретило значительное сопротивление со стороны высшего руководства, но в конечном итоге разрешение было дано, в результате экономия составила от 1,7 до 2,0 кг на километр (от 5 до 7 фунтов на милю), что более чем оправдывало затраты на переоборудование.
Эти улучшения привели к значительному увеличению доступности.

## Локомотивы
| Исходный номер LNER | Последний номер LNER | Номер BR | Заводской номер | Название | Начало эксплуатации | Конец эксплуатации | Судьба                               |
| ------------------- | -------------------- | -------- | --------------- | --- | ------------------- | ------------------ | ------------------------------------ |
| 2509                | 14                   | 60014    | 1818            | Silver Link | 7 сентября 1935     | 29 декабря 1962    |                                      |
| 2510                | 15                   | 60015    | 1819            | Quicksilver | 21 сентября 1935    | 25 апреля 1963     |                                      |
| 2511                | 16                   | 60016    | 1821            | Silver King | 5 ноября 1935       | 19 марта 1965      |                                      |
| 2512                | 17                   | 60017    | 1823            | Silver Fox | 18 декабря 1935     | 20 октября 1963    |                                      |
| 4482                | 23                   | 60023    | 1847            | Golden Eagle | 22 декабря 1936     | 30 октября 1964    |                                      |
| 4483 (585)          | 24                   | 60024    | 1848            | Kingfisher | 26 декабря 1936     | 5 сентября 1966    |                                      |
| 4484 (586)          | 25                   | 60025    | 1849            | Falcon | 23 января 1937      | 20 октября 1963    |                                      |
| 4485 (587)          | 26                   | 60026    | 1850            | Kestrel (Miles Beevor с ноября 1947)                                                                                            | 20 марта 1937       | 21 декабря 1965    |                                      |
| 4486 (588)          | 27                   | 60027    | 1851            | Merlin | 13 марта 1937       | 3 сентября 1965    |                                      |
| 4487                | 28                   | 60028    | 1852            | Sea Eagle (Walter K. Whigham с октября 1947)                                                                                    | 20 марта 1937       | 29 декабря 1962    |                                      |
| 4488                | 9                    | 60009    | 1853            | Union of South Africa (Osprey — первый вариант имени, использовавшийся в 1980-е и 1990-е годы в знак протеста против апартеида) | 29 июня 1937        | 1 июня 1966        | Сохранён                             |
| 4489                | 10                   | 60010    | 1854            | Woodcock (Dominion of Canada с июня 1937)                                                                                       | 4 мая 1937          | 29 мая 1965        | Сохранён                             |
| 4490                | 11                   | 60011    | 1855            | Empire of India | 25 июня 1937        | 11 мая 1964        |                                      |
| 4491                | 12                   | 60012    | 1856            | Commonwealth of Australia | 22 июня 1937        | 20 августа 1964    |                                      |
| 4492                | 13                   | 60013    | 1857            | Dominion of New Zealand | 27 июня 1937        | 18 апреля 1963     |                                      |
| 4493                | 29                   | 60029    | 1858            | Woodcock | 26 июля 1937        | 20 октября 1963    |                                      |
| 4494                | 3                    | 60003    | 1859            | Osprey (Andrew K. McCosh с октября 1942)                                                                                        | 12 августа 1937     | 29 декабря 1962    |                                      |
| 4495                | 30                   | 60030    | 1860            | Great Snipe (Golden Fleece с сентября 1937)                                                                                     | 30 августа 1937     | 29 декабря 1962    |                                      |
| 4496                | 8                    | 60008    | 1861            | Golden Shuttle (Dwight D. Eisenhower с сентября 1945)                                                                           | 4 сентября 1937     | 20 июля 1963       | Сохранён                             |
| 4497                | 31                   | 60031    | 1862            | Golden Plover | 2 октября 1937      | 29 октября 1965    |                                      |
| 4498                | 7                    | 60007    | 1863            | Sir Nigel Gresley | 30 октября 1937     | 1 февраля 1966     | Сохранён                             |
| 4462                | 4                    | 60004    | 1864            | Great Snipe (William Whitelaw с июля 1941)                                                                                      | 10 декабря 1937     | 17 июля 1966       |                                      |
| 4463                | 18                   | 60018    | 1865            | Sparrow Hawk | 27 ноября 1937      | 19 июня 1963       |                                      |
| 4464                | 19                   | 60019    | 1866            | Bittern | 18 декабря 1937     | 5 сентября 1966    | Сохранён                             |
| 4465                | 20                   | 60020    | 1867            | Guillemot | 8 января 1938       | 20 марта 1964      |                                      |
| 4466 (605)          | 6                    | 60006    | 1868            | Herring Gull (Sir Ralph Wedgwood с января 1944)                                                                                 | 26 января 1938      | 3 сентября 1965    |                                      |
| 4467                | 21                   | 60021    | 1869            | Wild Swan | 19 февраля 1938     | 20 октября 1963    |                                      |
| 4468                | 22                   | 60022    | 1870            | Mallard | 3 марта 1938        | 25 апреля 1963     | Сохранён                             |
| 4469                | -                    | -        | 1871            | Gadwall (Sir Ralph Wedgwood с марта 1939)                                                                                       | 30 августа 1938     | 6 июня 1942        | Уничтожен бомбой 29 апреля 1942 года |
| 4499                | 2                    | 60002    | 1872            | Pochard (Sir Murrough Wilson с апреля 1939)                                                                                     | 12 апреля 1938      | 4 мая 1964         |                                      |
| 4500                | 1                    | 60001    | 1873            | Garganey (Sir Ronald Matthews с марта 1939)                                                                                     | 26 апреля 1938      | 12 октября 1964    |                                      |
| 4900                | 32                   | 60032    | 1874            | Gannet | 17 мая 1938         | 20 октября 1963    |                                      |
| 4901                | 5                    | 60005    | 1875            | Capercaillie (Charles H. Newton с сентября 1942) (Sir Charles Newton с июня 1943)                                               | 8 июня 1938         | 12 марта 1964      |                                      |
| 4902                | 33                   | 60033    | 1876            | Seagull | 28 июня 1938        | 29 декабря 1962    |                                      |
| 4903                | 34                   | 60034    | 1877            | Peregrine (Lord Faringdon с марта 1948)                                                                                         | 1 июля 1938         | 24 августа 1966    |                                      |

Первые четыре локомотива имели в названиях слово «silver» («серебро»), так как предназначались для поезда Silver Jubilee («Серебряный юбилей»). № 2512 Silver Fox имел по центру каждой стороны обтекаемого кожуха изображение лисы из нержавеющей стали, изготовленное сталелитейным заводом в Шеффилде Samuel Fox and Company. Следующая партия Class А4 была названа в честь птиц, особенно тех, кто имел высокую скорость полёта — Грезли был увлеченным любителем птиц. Пять паровозов (№ 4488—4492) были названы в честь стран Британской империи, они предназначались для нового поезда Coronation, связывавшим Англию и Шотландию. Ещё два (№ 4495 и № 4496) предназначались для работы с экспрессом West Riding Limited, они получили названия, связанные с торговлей шерстью: Golden Fleece («Золотое руно») и Golden Shuttle («Золотой челнок»).

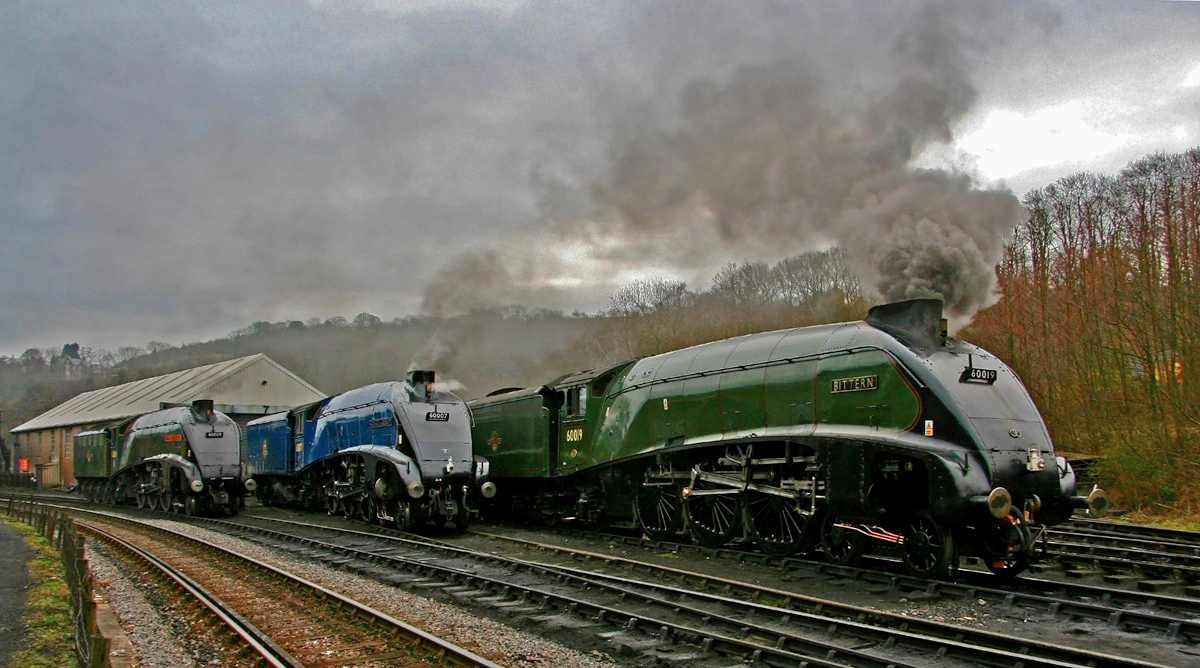
Редкая встреча трёх паровозов Class A4 в Гросмонте, North Yorkshire Moors Railway, 4 апреля 2008 года. № 60009 Union of South Africa, № 60007 Sir Nigel Gresley и № 60019 Bittern выстроились на путях в рамках подготовки к работе.

№ 4498 был сотым паровозом типа 2-3-1 (или «Пасифик» Грезли). Он был назван в честь своего конструктора. Впоследствии другие А4 были переименованы, обычно им присваивали имена директоров LNER.

## Вывод из эксплуатации
Один паровоз, № 4469 Sir Ralph Wedgwood, был выведен из эксплуатации и утилизирован, после того как 29 апреля 1942 года пострадал во время бомбардировки Йорка. В это время он находился на капитальном ремонте в Гейтсхеде. Паровоз работал на местных линиях и был приписан к депо York North Shed (в настоящее время в здании находится Национальный железнодорожный музей. Одна из немецких бомб попала прямо в паровоз, однако его тендер остался пригоден для использования и позже был передан одному из LNER Thompson Class A2/1.
Следующие пять паровозов прекратили работу в декабре 1962 года: № 60003 Andrew K. McCosh, № 60014 Silver Link, № 60028 Walter K. Whigham, № 60030 Golden Fleece и № 60033 Seagull. Остальные представители серии выводились из эксплуатации с 1963 по 1966 годы. Последними на линии оставались шесть паровозов: № 60004 William Whitelaw, № 60007 Sir Nigel Gresley, № 60009 Union Of South Africa, № 60019 Bittern, № 60024 Kingfisher и № 60034 Lord Faringdon. № 60019 и № 60024 были выведены последними в сентябре 1966 года.
| Год  | Эксплуатировалось на начало года | Выведен из эксплуатации | Номер                                 | Примечания                              |
| ---- | -------------------------------- | ----------------------- | ------------------------------------- | --------------------------------------- |
| 1942 | 35                               | 1                       | 4469                                  | Уничтожен бомбой.                       |
| 1962 | 34                               | 5                       | 60003/14/28/30/33                     |                                         |
| 1963 | 29                               | 10                      | 60008/13 / 15 / 17-18 / 21-22 / 25/32 | № 60008 и № 60022 сохранились.          |
| 1964 | 19                               | 7                       | 60001-2 / 5 / 11-12 / 20/23           |                                         |
| 1965 | 12                               | 6                       | 60006/10 / 16 / 26-27 / 31            | № 60010 сохранился.                     |
| 1966 | 6                                | 6                       | 60004/7/9/19/24/34                    | № 60007, № 60009 и № 60019 сохранились. |

## Сохранение
Шесть паровозов Class A4 сохранились. Три из них были переданы в депо Шотландии после закрытия паровозного депо Кингс-Кросс в 1964 году. № 60024 Kingfisher также планировалось сохранить, но в результате он был списан, после того как обнаружилось несколько механических проблем. Четыре Class А4 находятся в Великобритании и некоторое время после выведения из регулярной эксплуатации работали на основных линиях British Railways. Ещё два были подарены США и Канаде. Оба североамериканских паровоза, а также три британских, были перемещены в Национальный железнодорожный музей в Йорке в конце 2012 года на трехлетний срок в рамках празднования в 2013 году 75-й годовщины со дня установления Mallard мирового рекорда скорости среди паровозов.
По состоянию на август 2016 года в рабочем состоянии остаётся только Union of South Africa, сертификат которого действует до 2019 года; № 60007 20 сентября 2015 года был отправлен на капитальный ремонт, а № 4464 работал до конца 2015 года на линии Watercress Line, после чего был для отправлен на капитальный ремонт в Кру.
В таблице текущий номер выделен полужирным шрифтом.
| Изображение | Номера        | Номера    | Номера | Название                                               | Построен      | Выведен из эксплуатации | Срок службы       | Домашняя база                      | Состояние | Заметки |
| Изображение | Исходный LNER | LNER 1946 | BR     | Название                                               | Построен      | Выведен из эксплуатации | Срок службы       | Домашняя база                      | Состояние | Заметки |
| ----------- | ------------- | --------- | ------ | ------------------------------------------------------ | ------------- | ----------------------- | ----------------- | ---------------------------------- | --- | --- |
|             | 4464          | 19        | 60019  | Bittern                                                | Декабрь 1937  | Сентябрь 1966           | 28 лет 8 месяцев  | Crewe LNWR                         | Принадлежит Джереми Хоскингу. В настоящее время в ливрее LNER Garter Blue хранится на бывшей фабрике Hornby в Маргейте, штат Кент. | Последний выведенный из эксплуатации вместе с № 60024 Kingfisher. |
|             | 4468          | 22        | 60022  | Mallard                                                | Март 1938     | Апрель 1963             | 25 лет 1 месяц    | Национальный железнодорожный музей | Статическая экспозиция (действующий с 1986 по 1988 год)                                                                            | Первый сохранённый представитель серии. |
|             | 4488          | 9         | 60009  | Union of South Africa (Osprey 1988—1990)               | Июнь 1937     | Июнь 1966               | 28 лет 11 месяцев | Торнтон-Ярд                        | Принадлежит Джону Кэмерону | Одобрено для использования на магистральной линии Network Rail в 2016 году, недавно возвращен в эксплуатацию после капитального ремонта колес и котла. Сертификат действует до конца 2019 году, после чего паровоз будет установлен в визит-центре в Файфе. |
|             | 4489          | 10        | 60010  | Dominion of Canada (Woodcock до июня 1937 года)        | Май 1937      | Май 1965                | 28 лет            | Канадский железнодорожный музей    | В статической экспозиции | |
|             | 4496          | 8         | 60008  | Dwight D. Eisenhower (Golden Shuttle до сентября 1945) | Сентябрь 1937 | Июль 1963               | 25 лет 10 месяцев | Национальный железнодорожный музей | В статической экспозиции в США | |
|             | 4498          | 7         | 60007  | Sir Nigel Gresley                                      | Октябрь 1937  | Февраль 1966            | 28 лет 3 месяца   | North Yorkshire Moors Railway      | Проходит капитальный ремонт в мастерской Национального железнодорожного музея.                                                     | Имеет действующий сертификат. |

## Модели
Характерный вид Class A4 обеспечил ему особое внимание производителей железнодорожных моделей. Копии паровозов появились в большинстве популярных масштабов, и даже включая в виде деревянной игрушки для деревянной железной дороги Brio. Одной из первых двух моделей, выпущенных Hornby Dublo в 1938 году, был Class А4. В сентябре 2003 года Hornby создала действующую паровую версию в масштабе 00, которая использовала электрический котел для получения пары. Trix выпускала модель Class A4 в масштабе 00 с 1970 года; он был переименован в модель Liliput в 1974 году и сохранился до настоящего времени в модифицированной форме как модель Kader материнской компании Bachmann, купившей Liliput в 1993 году. В настоящее время Dapol выпускает несколько версий Class А4 в масштабе N, а также включила модель в марку Black Label.

## Ссылка
- LNER Encyclopedia Page
- Подробный список паровозов LNER Class A4
- Railuk database
- Скриншоты из фильма Elizabethan Express

### Видео
- 1935 — Демонстрационная поездка Silver Jubilee в Грантам
- 1944 — Проводы на пенсию машиниста Даддингтона